# 2016年夏季奥林匹克运动会中国赛艇队
参加2016年夏季奥林匹克运动会的中国赛艇队共计53人，其中运动员38人，官员与工作人员15人，领队韦迪。 

## 人员构成
- 运动员（38人）：
  - 男子组（25人）：
  - 女子组（13人）：
- 官员（15人）：
  - 领队：韦迪，副领队：曹景伟
  - 教练员（11人）：周琦年、伊格尔·格林科（立陶宛）、曹棉英、黄小平、吴纪宁、姜海洋、王越、张蓓、罗格·弗兰克、高炳荣、布什巴赫·哈特穆特（美国）
  - 医生：李强，管理：齐曙光